# Rhodes (Mosel·la)
Rhodes és un municipi francès, situat al departament del Mosel·la i a la regió del Gran Est. L'any 2007 tenia 78 habitants.

## Demografia

### Població
El 2007 la població de fet de Rhodes era de 78 persones. Hi havia 27 famílies, de les quals 10 eren unipersonals (3 homes vivint sols i 7 dones vivint soles), 7 parelles sense fills i 10 parelles amb fills.
La població ha evolucionat segons el següent gràfic:
Habitants censats

### Habitatges
El 2007 hi havia 422 habitatges, 33 eren l'habitatge principal de la família, 387 eren segones residències i 2 estaven desocupats. 389 eren cases i 33 eren apartaments. Dels 33 habitatges principals, 23 estaven ocupats pels seus propietaris, 7 estaven llogats i ocupats pels llogaters i 3 estaven cedits a títol gratuït; 4 tenien dues cambres, 6 en tenien tres, 8 en tenien quatre i 15 en tenien cinc o més. 25 habitatges disposaven pel capbaix d'una plaça de pàrquing. A 12 habitatges hi havia un automòbil i a 20 n'hi havia dos o més.

### Piràmide de població
La piràmide de població per edats i sexe el 2009 era:
| Homes | Edats   | Dones |
| ----- | ------- | ----- |
| 0     | 95 o +  | 0     |
| 0     | 90 a 94 | 0     |
| 0     | 85 a 89 | 4     |
| 0     | 80 a 84 | 0     |
| 4     | 75 a 79 | 4     |
| 0     | 70 a 74 | 4     |
| 0     | 65 a 69 | 0     |
| 0     | 60 a 64 | 0     |
| 0     | 55 a 59 | 0     |
| 0     | 50 a 54 | 4     |
| 0     | 45 a 49 | 0     |
| 4     | 40 a 44 | 0     |
| 8     | 35 a 39 | 4     |
| 0     | 30 a 34 | 4     |
| 4     | 25 a 29 | 4     |
| 0     | 20 a 24 | 0     |
| 0     | 15 a 19 | 0     |
| 0     | 10 a 14 | 4     |
| 0     | 5 a 9   | 8     |
| 4     | 0 a 4   | 4     |

## Economia
El 2007 la població en edat de treballar era de 58 persones, 46 eren actives i 12 eren inactives. De les 46 persones actives 43 estaven ocupades (24 homes i 19 dones) i 3 estaven aturades (1 home i 2 dones). De les 12 persones inactives 6 estaven jubilades, 3 estaven estudiant i 3 estaven classificades com a «altres inactius».
Activitats econòmiques
Dels 10 establiments que hi havia el 2007, 1 era d'una empresa de construcció, 1 d'una empresa de comerç i reparació d'automòbils, 3 d'empreses d'hostatgeria i restauració, 1 d'una empresa immobiliària, 2 d'empreses de serveis i 2 d'empreses classificades com a «altres activitats de serveis».
Dels 4 establiments de servei als particulars que hi havia el 2009, 1 era una perruqueria i 3 restaurants.
L'any 2000 a Rhodes hi havia 7 explotacions agrícoles que ocupaven un total de 476 hectàrees.

## Poblacions més properes
El següent diagrama mostra les poblacions més properes.